# Angeli del peccato
Angeli del peccato (Angels Over Broadway) è un film del 1940 diretto da Ben Hecht.

## Trama
In un night club di Manhattan, una sera, fa il suo ingresso un certo Charles Engle. L'uomo è disperato: ha deciso di uccidersi perché deve restituire una somma di denaro che ha sottratto al suo datore di lavoro per darla  alla sua ex moglie di cui è ancora innamorato. Viene scambiato per un miliardario sprovveduto e invitato a un tavolo da gioco da un poco di buono di nome Bill O'Brien. Nel locale incontra Gene Gibbons, uno scrittore alcolizzato, che decide di aiutarlo a vincere al gioco coinvolgendo Nina, una ballerina in cerca di lavoro conosciuta quella sera stessa  da O'Brien.

## Distribuzione
Fu distribuito negli Stati Uniti il 2 ottobre 1940. In Italia uscì nella primavera del 1947.

## Accoglienza

### Critica
(Leo Pestelli, Stampa Sera, 26 maggio 1947)